# حبيل المعزبة

تعديل مصدري - تعديل

حبيل المعزبه هي إحدى قرى عزلة القارة بمديرية رصد التابعة لمحافظة أبين، بلغ تعداد سكانها 74 نسمة حسب تعداد اليمن لعام 2004.